# Orejeras

Dos personas de edad avanzada que usan orejeras termales.

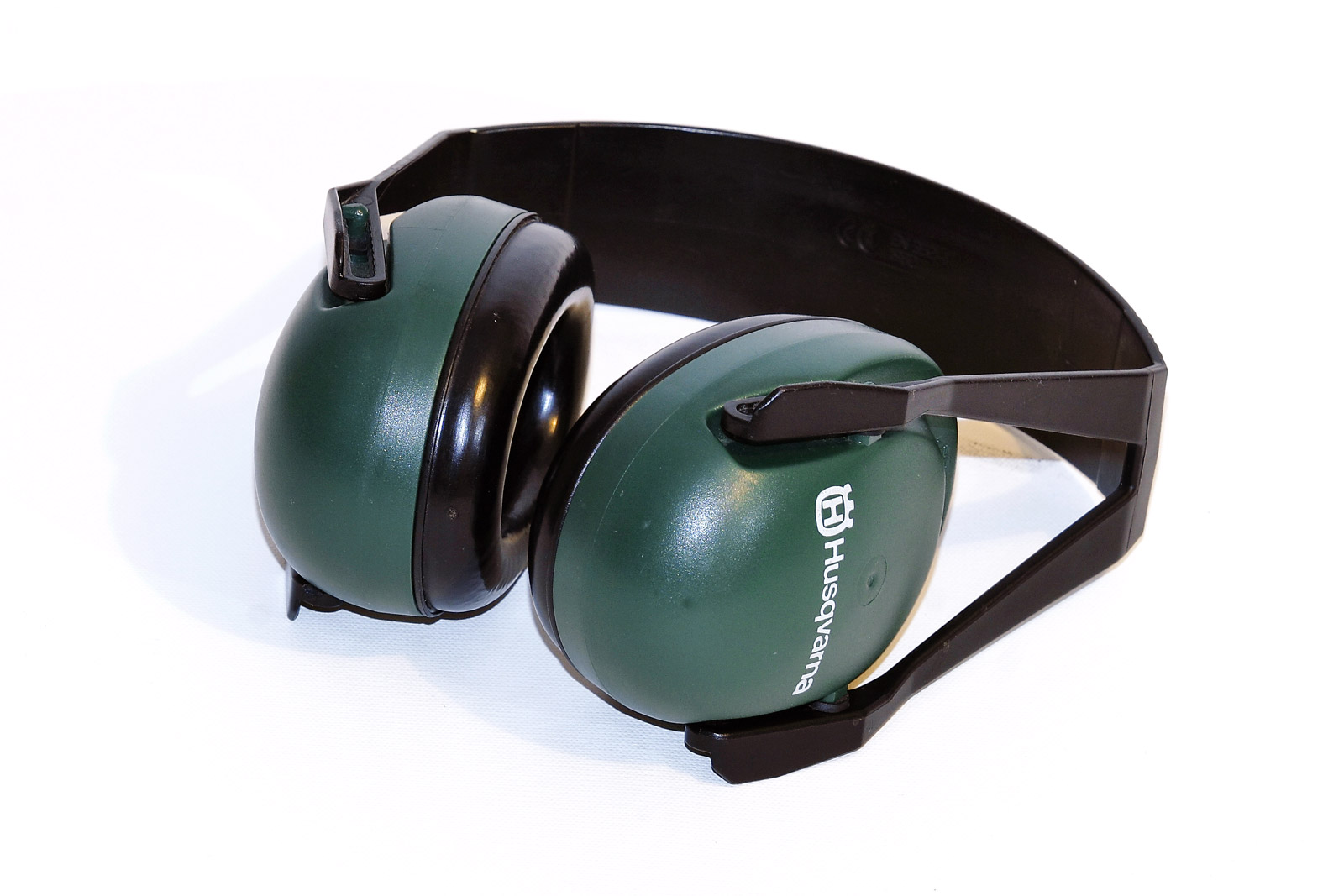
Un par de orejeras acústicas de Husqvarna.

Las orejeras o cascos protectores de oídos son objetos diseñados para cubrir las orejas de una persona ya sea para la preservación del calor corporal de esa parte del cuerpo así como para la protección del sentido auditivo del ruido circundante. Se componen de una cabeza de banda termoplástico o metal, que se coloca sobre la parte superior o la parte posterior de la cabeza, y almohadilla en cada extremo, para cubrir los oídos externos. Las orejeras se utilizan por ejemplo en las obras, en los aeropuertos, al disparar o en un sitio donde hace mucho ruido. Con las orejeras se suelen utilizar también tapones para los oídos.

## Variedades

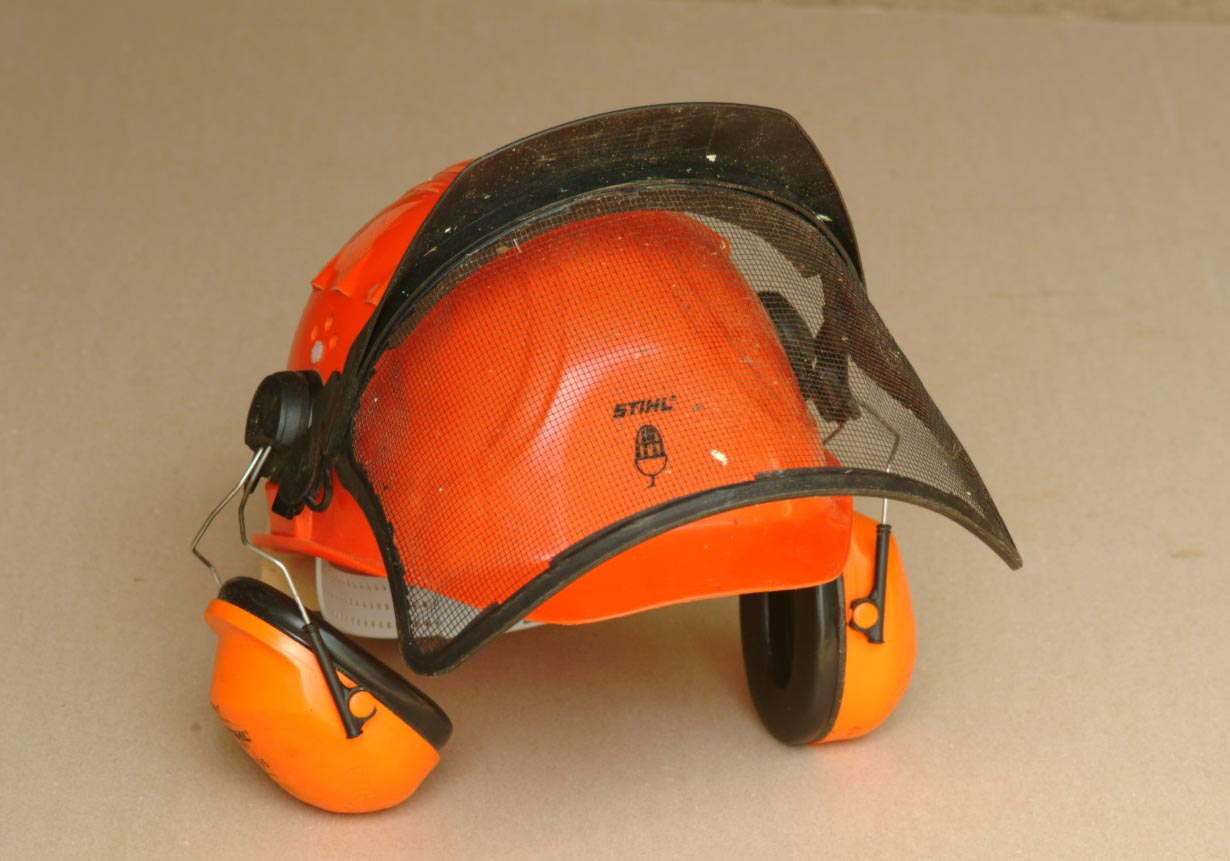
Protectores contra el ruido y visera en un casco de seguridad.

Las orejeras modernas vienen en dos tipos básicos:
- Orejeras termales, usadas en ambientes fríos para mantener los oídos de una persona cálida, con almohadillas de tela o de piel.
- Orejeras acústicas, también conocidas como protectores contra el ruido: copas forradas con material de aislamiento acústico, como orejeras termales y auriculares en la apariencia, que se usan como protección para los oídos. Estas pueden ser llevadas en una banda en la cabeza o se corta a los lados de un casco, para su uso en obras de construcción. Algunos fabricantes combinan los auriculares con protectores contra el ruido, lo que permite al usuario escuchar música, comunicación u otra fuente de audio y también gozan de protección o aislamiento del ambiente ruidoso. Para la atenuación de sonido adicional, los tapones para los oídos también se pueden utilizar en conjunción con las orejeras.[2]

Los protectores auditivos protegen al usuario de los ruidos extremos. El cabezal de banda y la cubierta externa se hacen generalmente de un termoplástico duro o de metal. La protección por lo general proviene de espuma acústica - esto absorbe las ondas de sonido mediante el aumento de la resistencia del aire, lo que reduce la amplitud de las ondas. La energía se transforma en calor.
Algunos protectores auditivos emplean la protección de sonido activo, en el que un micrófono montado en el auricular recoge los sonidos ambientales y los transmite a través de un circuito compresor de los auriculares en el interior. En virtud de la compresión dinámica, el auricular se puede ajustar para permitir al usuario escuchar sonidos a volúmenes normales normalmente, mientras que atenúa los sonidos más fuertes. También existen tapones para los oídos activos similares, dirigido principalmente a los músicos.

## Historia
Chester Greenwood inventó la orejera en 1873, a la edad de 15 años. Según los informes, se le ocurrió la idea mientras patinaba sobre hielo, y tenía su abuela cosiendo mechones de pelo entre los bucles de alambre. Se le concedió la patente #188.292 el 13 de marzo de 1877. Él fabrica estos protectores de oídos, proporcionando puestos de trabajo para las personas en el área de Farmington, Maine, durante casi 60 años. Cada año, el primer sábado de diciembre, en la ciudad de Farmington se celebra el "Día de Chester Greenwood " con una variedad de actividades. Un desfile en honor de Chester es una parte de las festividades. Todos los participantes en el desfile deben llevar orejeras. Thomas A. Willson de Willson Safety Products en Reading, Pensilvania inventó las orejeras de protección contra el ruido.

## Protección auditiva
Si las personas están expuestas a ambientes excesivamente ruidosos (85 dB o más), los dispositivos de protección para los oídos son necesarios para evitar daños en el oído. Ellos deben ser usados siempre que se utilicen herramientas eléctricas, equipos para el patio en voz alta, o armas de fuego sin silenciador. Tabulados a continuación están los tiempos máximos de exposición diaria para diversos niveles de ruido. Si se superan estos tiempos de exposición se recomienda el uso de protectores. Debido a que el sistema auditivo tiene una sensibilidad variable al sonido en función de la frecuencia, y a otros mecanismos, la exposición al ruido sin protección a los sonidos de frecuencia media a alta presenta un mayor riesgo para la audición que los sonidos de baja frecuencia. Esta dependencia de la frecuencia se refleja en el uso de la curva de ponderación A para describir el nivel de decibelios de una exposición (dB A). La curva de ponderación A pondera el contenido de frecuencia media, de 500 a 4000 Hz, más que las frecuencias fuera de ese rango. A niveles de sonido más bajos y no dañinos, la protección auditiva reducirá la fatiga por la exposición frecuente al sonido.
| Nivel de ruido (dB(A)) | Tiempo máximo de exposición diaria |
| ---------------------- | ---------------------------------- |
| 80                     | 8 horas                            |
| 83                     | 4 horas                            |
| 86                     | 2 horas                            |
| 89                     | 60 minutos                         |
| 92                     | 30 minutos                         |
| 95                     | 15 minutos                         |

Los orejeras para los oídos contribuyen poco a reducir la incidencia de enfermedades. Los especialistas aconsejan seleccionarlos y comprobarlos con cada trabajador.